# Rutenia Negra
Rutenia Negra (en latín: Ruthenia Nigra), Rus Negra (en bielorruso: Чорная Русь / Čornaja Ruś: Чорная Русь / Čornaja Ruś, en polaco: Ru's Czarna, en lituano: Juodoji Rusia) designaba una región histórica alrededor de Navahrúdak (Novogrúdok), en la parte occidental de Bielorrusia en el curso superior del río Niemen. Además de Navahrúdak, otras ciudades importantes de la Rutenia Negra incluían Hrodna (Grodno), Slónim (Słonim), Volkovysk (Vaŭkavysk) y Niasvizh (Niasviž).

## Historia
La convención de Rus coloreadas se usó por vez primera en fuentes europeas occidentales circa 1360 por Heinrich von Mügeln, refiriéndose a las Rutenias Negra y Roja (localizándolas en la actual Ucrania). Algunos investigadores afirman que estas convenciones fueron influidas por la invasión mongola, que los utilizaba para los puntos cardinales. Durante la segunda partición de Polonia en 1793, la parte oriental alrededor de Slutsk fue anexionada por el Imperio ruso e incorporada a la gobernación de Minsk. La parte occidental la siguió en la tercera partición de 1795 y estuvo administrado dentro de la gobernación de Grodno. Las fuentes rusas antiguas no utilizan el término "Ruś Negra", el término "Rutenia Negra" aparece principalmente en escritos históricos del siglo XVIII.